# Notter
Notter est un hameau situé dans la commune néerlandaise de Wierden, dans la province d'Overijssel. En 2006, Notter comptait environ 600 habitants.